# 英诺卡小煤炱
英诺卡小煤炱（学名：Meliola inocarpi）是属于小煤炱目小煤炱科小煤炱属的一种真菌，寄生在蝶形花科植物上。该种分布于中国、新加坡。